# Lessertia barbara
Espèce
Synonymes
- Gongylidium barbarum Simon, 1884

Lessertia barbara est une espèce d'araignées aranéomorphes de la famille des Linyphiidae.

## Distribution
Cette espèce se rencontre en Algérie, au Maroc, à Gibraltar, en Espagne en Andalousie et en Italie en Sicile,.

## Description
Le mâle holotype mesure 3,2 mm.

## Publication originale
- Simon, 1884 : Les arachnides de France. Paris, vol. 5, p. 180-885 (texte intégral).